# Dominicas de Funing
La Congregación de Hermanas Dominicas de Funing (en inglés: Congregation of Dominican Sisters of Funing) es una congregación religiosa católica femenina, de vida apostólica y de derecho diocesano, fundada en 1932 por el obispo español Teodoro Labrador, en Shantou (China). A las religiosas de este instituto se les conoce como hermanas dominicas de Funing o dominicas chinas y posponen a sus nombres las siglas O.P.

## Historia
La congregación fue fundada por el misionero español Teodoro Labrador, obispo de Funing, en la ciudad de Shantou (China), en 1932, para las obras misioneras, especialmente para la atención de los enfermos.
El instituto recibió la aprobación como congregación religiosa de derecho diocesano en 1932, de parte del mismo fundador. La comunidad fue agregada a la Orden de Predicadores el 24 de abril de 1939. A causa de la revolución comunista de 1949, las religiosas tuvieron que huir de China y se refugiaron en Taiwán, estableciendo la casa madre en Dounan.

## Organización
La Congregación de Hermanas Dominicas de Funing es un instituto religioso de derecho diocesano y centralizado, cuyo gobierno es ejercido por una priora general, es miembro de la familia dominica y su sede general se encuentra en Dounan (Taiwán).
Las dominicas chinas se dedican a la atención de los enfermos en dos centros hospitalarios. En 1976, el instituto contaba con solo 18 religiosas y tres comunidades, presentes en Filipinas y Taiwán.